# آریستوکرات لیژر
آریستوکرات لیژر (انگلیسی: Aristocrat Leisure) شرکت سرگرمی استرالیایی است، که در سال ۱۹۵۳ تأسیس شد.